# Letland op de Europese kampioenschappen atletiek 2010
Letland werd door 21 atleten vertegenwoordigd op de Europese kampioenschappen atletiek 2010.

## Deelnemers
| Onderdeel          | Mannen                                      | Vrouwen                                                   |
| ------------------ | ------------------------------------------- | --------------------------------------------------------- |
| 100 m              | Ronalds Arājs                               |                                                           |
| 800 m              | Dmitrijs Jurkevičs                          |                                                           |
| 1500 m             | Dmitrijs Jurkevičs                          |                                                           |
| 110 m horden       | Staņislavs Olijars                          |                                                           |
| 400 m horden       |                                             | Ieva Zunda                                                |
| 4x100 m            |                                             | Marlēna Reimane Sandra Krūma Jekaterina Čekele Ieva Zunda |
| 20 km snelwandelen | Arnis Rumbenieks                            |                                                           |
| Verspringen        | Jānis Leitis                                | Ineta Radēviča Lauma Grīva                                |
| Hink-stap-springen |                                             | Ineta Radēviča                                            |
| Hoogspringen       |                                             | Normunds Pūpols                                           |
| Kogelstoten        | Māris Urtāns                                |                                                           |
| Hamerslingeren     | Igors Sokolovs Ainārs Vaičulēns             |                                                           |
| Speerwerpen        | Vadims Vasiļevskis Ēriks Rags Ainārs Kovals | Madara Palameika Sinta Ozoliņa-Kovala                     |
| Tienkamp           | Atis Vaisjūns                               |                                                           |

## Resultaten

### 100m mannen
- Ronalds Arājs
  - Ronde 1: 10.52(Q)
  - Halve finale: 15de in 10,47 (NQ)

### 110m horden mannen
- Staņislavs Olijars
  - Reeksen: gediskwalificeerd

### 20km snelwandelen
Arnis Rumbenieks: 23ste in 1:30.50 (SB)

### 400m horden vrouwen
- Ieva Zunda
  - Ronde 1: 56.02 (SB) (Q)
  - Halve finale: 12de in 56,37

### 1500m mannen
- Dmitrijs Jurkevičs
  - Reeksen: 24ste in 3.45,21 (NQ)

### 4x100m vrouwen
- Reeksen: 16de in 44,92 (NQ)

### Hamerslingeren mannen
- Ainars Vaiculens
  - Kwalificatie: 65,43m (NQ)
- Igors Sokolovs
  - Kwalificatie: 73,29m (NQ)

### Verspringen

#### Mannen
- Jānis Leitis
  - Kwalificatie: 20ste met 7,87m (SB) (NQ)

#### Vrouwen
- Lauma Griva
  - Kwalificatie: 6,60m (PB) (NQ)
- Ineta Radēviča
  - Kwalificatie: 6,72m (Q)
  - Finale:  met 6,92m (NR)

### Hoogspringen mannen
- Normunds Pūpols
  - Kwalificatie: 2,19m (NQ)

### Speerwerpen

#### Mannen
- Vadims Vasiļevskis
  - Reeksen: 23ste met 67,56m (NQ)
- Ēriks Rags
  - Reeksen: 7de met 78,45m (q)
  - Finale: 11de met 76,93m
- Ainārs Kovals
  - Reeksen: 4de met 79,32m (q)
  - Finale: 6de met 81,19m

#### Vrouwen
- Madara Palameika
  - Kwalificatie: 58,85m (q)
  - Finale: 8ste met 60,78m
- Sinta Ozoliņa-Kovala
  - Kwalificatie: 56,11m (NQ)

### Kogelstoten mannen
- Māris Urtāns
  - Kwalificatie: 6de met 20,19 (Q)
  - Finale: 4de met 20,72m

### Tienkamp
- Atis Vaisjuns
  - 100m: 11,55 (742ptn)
  - Verspringen: 6,90m (790ptn)
  - Kogelstoten: 14,76m (775ptn)
  - Hoogspringen: 1,98m (785ptn)
  - 400m: 51,86 (731ptn)
  - 110m horden: 15,17 (829ptn)
  - Polsstokhoogspringen: 4,75m (834ptn)
  - Speerwerpen: 58,26m (712ptn)
  - 1500m: 5.04,22 (536ptn)
  - Eindklassement: 19de met 7524ptn

Albanië · Andorra · Armenië · Azerbeidzjan · België · Bosnië en Herzegovina · Bulgarije · Cyprus · Denemarken · Duitsland · Estland · Finland · Frankrijk · Georgië · Gibraltar · Griekenland · Groot-Brittannië · Hongarije · Ierland · IJsland · Israël · Italië · Kroatië · Letland · Liechtenstein · Litouwen · Luxemburg · Macedonië · Malta · Moldavië · Monaco · Montenegro · Nederland · Noorwegen · Oekraïne · Oostenrijk · Polen · Portugal · Roemenië · Rusland · San Marino · Servië · Slovenië · Slowakije · Spanje · Tsjechië · Turkije · Wit-Rusland · Zweden · Zwitserland